# Bampton (Oxfordshire)
Bampton – wieś w Anglii, w hrabstwie Oxfordshire, w dystrykcie West Oxfordshire. Leży 20 km na zachód od Oksfordu i 101 km na zachód od Londynu. W 2001 miejscowość liczyła 2505 mieszkańców.